# Павлодаровка (Омская область)
Павлода́ровка — село в Горьковском районе Омской области. Административный центр Павлодаровского сельского поселения.

## История
Основано в 1907 году. В 1928 году деревня состояла из 168 хозяйств, основное население — русские. В административном отношении являлась центром Павлодаровского сельсовета Корниловского района Омского округа Сибирского края.

## Население
| 2002 | 2010 | 2021 |
| ---- | ---- | ---- |
| 779  | ↘680 | ↘568 |

## Улицы
| - ул. 40 лет Победы, - ул. Весёлая, - ул. Гагарина, - ул. Заозёрная, | - ул. Зелёная, - ул. Лесная, - ул. Молодёжная, - ул. Новая, | - ул. Политехническая, - ул. Советская, - ул. Студенческая, - ул. Центральная. |